# Афина (ракета-носитель)
Афина — лёгкая американская ракета-носитель, разработанная и сконструированная компанией Lockheed Martin. Всего за время эксплуатации, с 1995 по 2001 год, было выполнено 7 пусков, из которых 5 были успешными, 2 — неудачными.
Изначально ракета имела названия Lockheed-Martin Launch Vehicle (LMLV), Lockheed Launch Vehicle (LLV). Позднее название было изменено на «Афина», и все пуски, после демонстрационного полёта в 1995 году, были осуществлены под этим названием.

## Модификации
Ракета-носитель «Афина» производилась в двух версиях, «Афина-1» и «Афина-2». «Афина-1» имела две ступени. На первой ступени использовался твердотопливный двигатель Thiokol Castor-120, на второй — двигатель Pratt & Whitney Orbus 21D. Трёхступенчатая «Афина-2» комплектовалась двумя ступенями Castor-120 и верхней ступенью Orbus 21D.
Для управления ракетой в полёте использовался модуль OAM (англ. Orbit Adjust Module, разработанный компанией Primex Technologies. ОАМ включала в себя систему управления и подсистемы авионики (ориентации, навигации, телеметрии и др.).
В планируемую модификацию ракеты «Афина-3» предполагали добавить два, четыре или шесть твердотопливных ускорителей Castor-4A, однако разработка этой модификации была отменена.

## Пуски

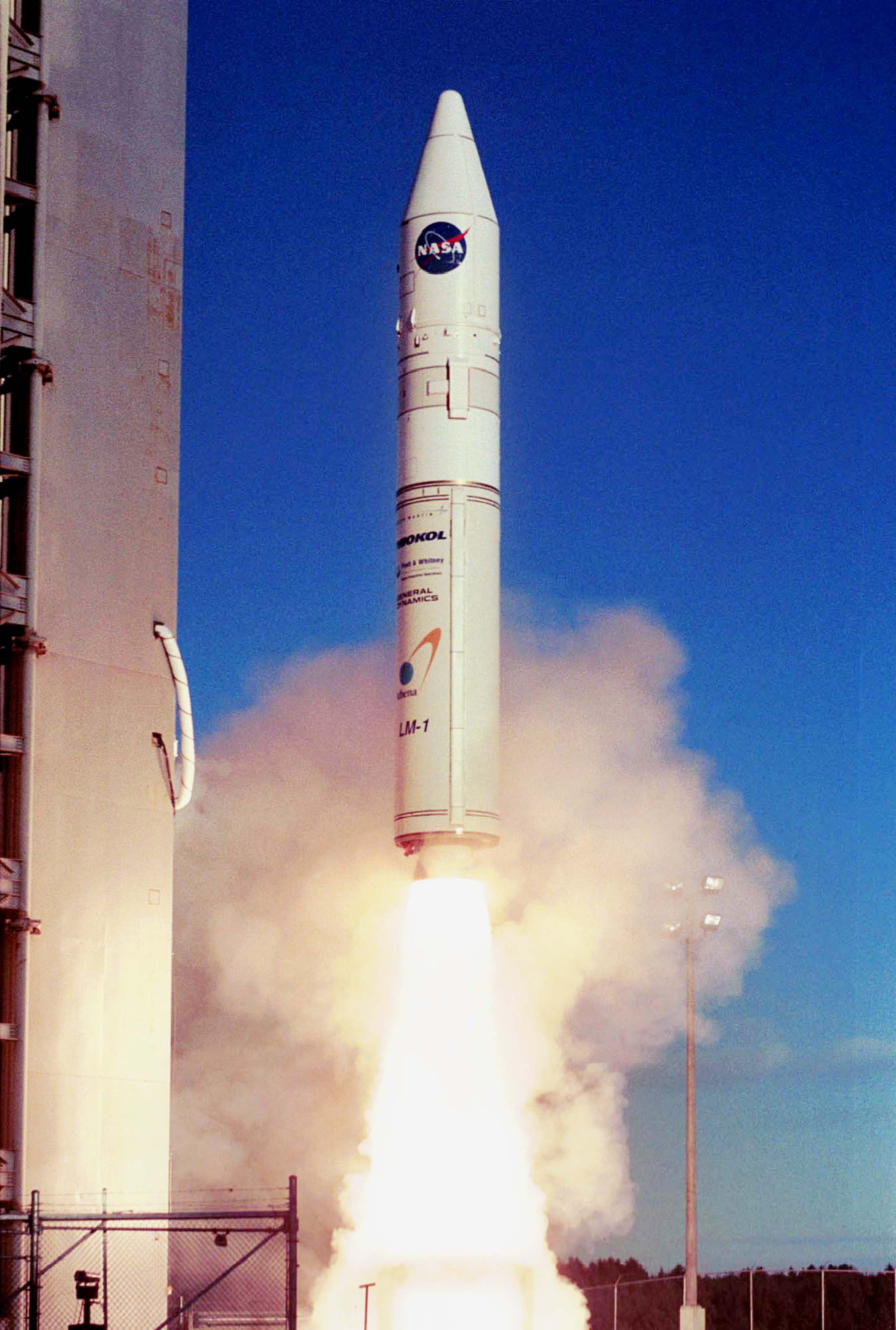
Пуск РН «Афина-1» со стартовой площадки на о. Кадьяк, Аляска. 30.09.2001 г.

Демонстрационный пуск двухступенчатой ракеты-носителя, в то время называвшегося LLV, был выполнен 15 августа 1995 года. В середине полёта были обнаружены неконтролируемые колебания ракеты, в связи с чем полёт был прерван, и на 160 секунде носитель уничтожен. LLV несла небольшой 113-килограммовый спутник связи GEMstar-1, разработанный компанией CTA Inc. для некоммерческой организации VITA. Спутник был уничтожен вместе с ракетой.
Первый успешный пуск состоялся 23 августа 1997 года. «Афина-1» вывела на высоту около 130 км спутник NASA Lewis.
7 января 1998 года впервые была запущена трёхступенчатая модификация «Афина-2». Ракета-носитель успешно вывела на полярную  орбиту Луны исследовательский спутник NASA Lunar Prospector.
В 1999 году было выполнено три пуска. 27 января с мыса Канаверал «Афина-1» успешно вывела на орбиту Земли тайваньский спутник FORMOSAT-1.
27 апреля 1999 года «Афине-2» не удалось вывести на орбиту коммерческий исследовательский спутник IKONOS-1, предназначенный для фотографирования Земли. Проанализировав полёт, специалисты пришли к выводу, что через четыре минуты после пуска не отделился головной обтекатель ракеты.
После неудачного пуска состоялась вторая попытка. 24 сентября 1999 года «Афина-2» успешно вывела спутник IKONOS-2 на рабочую высоту около 680 км.
В последний раз ракета-носитель «Афина» использовалась в 2001 году. По заказу NASA был запущен маленький спутник Starshine-3. Пуск был осуществлён двухступенчатой модификацией «Афина-1» с космической стартовой площадки на острове Кадьяк на Аляске.